# كليمنت فينش
كليمنت الفريد فينش (بالإنجليزية: Clement Finch) (4 يوليو 1915 - 28 يونيو 2010)، غالبا ما أطلق عليه "الرجل الحديدي"، وكان طبيب متخصص في أمراض الدم أدت بحوثه في جامعة واشنطن عن التمثيل الغذائي للحديد (بالإنجليزية: Iron Metabolism) في مجرى الدم إلى تطورات هامة في تشخيص وعلاج فقر الدم خلال فترة زمنية كان القليل معروفا عن هذا الجانب من الجسم. أشتهر عن فينش استخدام نفسه كموضوع اختبار من خلال أخذ عينات من الدم ونخاع العظام قبل إجراء اختبارات مماثلة على المرضى. [1] تخرج في عام 1941 من جامعة روتشستر من كلية الطب وبعد مرور عام تزوج إلى الأولى من ثلاث زوجات [2] عمل لفترة 60 عاما في جامعة واشنطن، ونشر العديد من المقالات العلمية المتعلقة الحديد في مجرى الدم، ومؤلف لثلاثة كتب بعنوان: ايض الحديد (بالإنجليزية: Iron Metabolism) دليل الأحمر الخليوي (بالإنجليزية: Red Cell Manual) وتنفيذ الحلم: تاريخ من جامعة واشنطن للطب 1946-1988 (1990). انتخب كليمنت فينش كزميل للأكاديمية الوطنية للعلوم في عام 1974، وانتخب زميلا للأكاديمية الأمريكية للفنون والعلوم في عام 1976.